# Elecciones al Parlamento Europeo de 1979 (Reino Unido)
En las elecciones al Parlamento Europeo de 1979 en Reino Unido, celebradas en junio, se escogió a los 81 representantes de dicho país para la primera legislatura del Parlamento Europeo.

## Resultados
| Datos de participación | Datos de participación | Datos de participación |
| ---------------------- | ---------------------- | ---------------------- |
| Censo electoral        | 41.559.460             | 100%                   |
| Votantes               | 13.446.091             | 32,4                   |
| Abstención             | 28.113.369             | 67,6                   |
| A candidatura          | 13.446.091             |                        |

| ← Elecciones al Parlamento Europeo de 1979 → |           |       |         |
| Partido                                      | Votos     | %     | Escaños |
| Partido Conservador (CP)                     | 6.508.493 | 48,40 | 60      |
| Partido Laborista (LP)                       | 4.253.207 | 31,63 | 17      |
| Partido Liberal (L)                          | 1.691.531 | 12,58 | 0       |
| Partido Nacional Escocés (SNP)               | 247.836   | 1,84  | 1       |
| Partido Unionista Democrático (DUP)          | 170.688   | 1,27  | 1       |
| Social Democratic and Labour Party (SDLP)    | 140.622   | 1,05  | 1       |
| Partido Unionista del Ulster (UUP)           | 125.169   | 0,93  | 1       |
| Plaid Cymru (PC)                             | 83.399    | 0,62  | 0       |
| Alliance Party of Northern Ireland (A)       | 39.026    | 0,29  | 0       |
| Ecology Party (EP)                           | 17.953    | 0,13  | 0       |
| Partido de los Trabajadores (WP)             | 4.418     | 0,03  | 0       |
| Otros                                        | 163.749   | 1,2   | 0       |